# Demish Gaye
Demish Gaye (ur. 20 stycznia 1993) – jamajski lekkoatleta specjalizujący się w biegach sprinterskich.
Uczestnik halowych mistrzostw świata w Portland (2016), zajmując czwarte miejsce w biegu rozstawnym 4 × 400 metrów. Rok później sięgnął po brązowy medal podczas IAAF World Relays w tej samej konkurencji. W 2019 zdobył srebro w sztafecie 4 × 400 metrów, a indywidualnie był czwarty w biegu na 400 metrów podczas mistrzostw świata w Dosze. Wywalczył srebrny medal igrzysk panamerykańskich w Limie, w konkurencji biegu na 400 m.
Złoty medalista mistrzostw Jamajki.

## Osiągnięcia
| Rok  | Impreza                   | Miejsce  | Konkurencja                 | Lokata     | Wynik   |
| ---- | ------------------------- | -------- | --------------------------- | ---------- | ------- |
| 2016 | Halowe mistrzostwa świata | Portland | sztafeta 4 × 400 m          | 4. miejsce | 3:06,02 |
| 2017 | IAAF World Relays         | Nassau   | sztafeta 4 × 400 m          | 3. miejsce | 3:02,86 |
| 2019 | Igrzyska panamerykańskie  | Lima     | bieg na 400 m               | 2. miejsce | 44,94   |
| 2019 | Mistrzostwa świata        | Doha     | bieg na 400 m               | 4. miejsce | 44,46   |
| 2019 | Mistrzostwa świata        | Doha     | sztafeta 4 × 400 m          | 2. miejsce | 2:57,90 |
| 2021 | Igrzyska olimpijskie      | Tokio    | bieg na 400 m               | półfinał   | 45,09   |
| 2021 | Igrzyska olimpijskie      | Tokio    | sztafeta 4 × 400 m          | 6. miejsce | 2:58,76 |
| 2022 | Mistrzostwa świata        | Eugene   | sztafeta mieszana 4 × 400 m | 5. miejsce | 3:12,71 |
| 2022 | Mistrzostwa NACAC         | Freeport | sztafeta 4 × 400 m          | 2. miejsce | 3:05,47 |

## Rekordy życiowe
- bieg na 200 metrów – 20,48 (2017)
- bieg na 400 metrów – 44,46 (2019)